# Skavtjärnen (Lycksele socken, Lappland, 715798-165358)
Skavtjärnen är en sjö i Lycksele kommun i Lappland och ingår i Umeälvens huvudavrinningsområde.